# Tetraglenes annamensis
Tetraglenes annamensis là một loài bọ cánh cứng trong họ Cerambycidae.